# Tafel aan Den Haag
De Tafel aan Den Haag is een brief die 'Abdu'l-Bahá schreef aan de Centrale Organisatie voor een Duurzame Vrede in Den Haag, Nederland op 17 december 1919.

## Historische achtergrond
Toen de Centrale Organisatie voor Duurzame Vrede samenkwam, publiceerden ze hun manifest in kranten over de hele wereld. Het werd gelezen door Ahmad Yazdání, die in overleg met Hand van de Zaak Ibn-i-Asdaq een brief aan de organisatie schreef waarin zij geïnformeerd werden over de bahá'í-principes en de suggestie gaf dat ze advies aan 'Abdu'l-Bahá zouden vragen over hun streven naar universele vrede. De organisatie schreef een brief via Ahmad Yazdání aan 'Abdu'l-Bahá op 11 februari 1916. Tegen de tijd dat de brief arriveerde, was de organisatie al in juni 1919 ontbonden na de ondertekening van het verdrag van Versailles. Nadat hij de brief ontving, schreef 'Abdu'l-Bahá de Tafel aan Den Haag. De brief werd persoonlijk door Ahmad Yazdání en Ibn-i-Asdaq aan het uitvoerend comité van de organisatie in Den Haag afgeleverd op 27 mei 1920, waar zij hoorden dat de organisatie door de oprichting van de Volkenbond zo goed als ontbonden was.

## Inhoud van de brief
`Abdu'l-Bahá geeft in de tafel een overzicht van de Bahá'í-principes, waaronder de volgende:
- Verklaring van universele vrede
- Onafhankelijk onderzoek naar de waarheid
- Eenheid van de mensheid
- Religie moet in overeenstemming zijn met wetenschap en rede
- Afschaffing van religieuze, raciale, politieke, economische en patriottische vooroordelen
- Eén universele taal
- Gelijkheid van vrouwen en mannen
- Materiële beschaving moet worden gecombineerd met goddelijke beschaving
- Promotie van onderwijs
- Gerechtigheid

Hij verklaart dat de Volkenbond "niet in staat is universele vrede te vestigen" en roept op tot de oprichting van een Internationaal hof, dat alle landen vertegenwoordigt:

Als het Hoogste Gerechtshof een uitspraak doet over een internationale kwestie, hetzij unaniem of bij meerderheid van stemmen, dan zal er geen excuus meer zijn voor de eisende partij, of grond voor bezwaar voor de gedaagde. Mocht een van de regeringen of volkeren slordig of onachtzaam zijn bij het uitvoeren van het onweerlegbare besluit van dit Hoogste Gerechtshof, dan zullen de andere volkeren daartegen in verzet komen, omdat alle regeringen en volkeren van de wereld dit Hoogste Gerechtshof steunen.

## Tweede brief aan Den Haag
De organisatie schreef op 12 juni 1920 een reactie op de Tafel aan Den Haag. 'Abdu'l-Bahá reageerde met een tweede, kortere brief op 12 juli 1920.